# Microblading
El microblading es una técnica de maquillaje semipermanente, cuyo objetivo es corregir o reconstruir completamente una ceja carente de vello o ausente, realizando vellos de forma artística, creando un efecto hiperrealista y natural.
Tiene una duración aproximada de 6 meses a dos años, lo  cuál dependerá de las características cutáneas de la persona, así como de su estilo de vida, pues personas que viven en zonas calurosas y realizan ejercicio tienden a retener menos tiempo el pigmento por la vasodilatacion del poro . El microblading de cejas se realiza depositando manualmente un pigmento en la dermis papilar  de la piel mediante una pluma especial llamada tebori o inductor. Es la técnica más novedosa dentro de la industria del maquillaje permanente, en la creación de diseño de cejas pelo a pelo. Se trata de un método de rápida cicatrización y de aspecto mucho más natural. También se puede utilizar para espesar u oscurecer las cejas ya existentes dándoles una forma más definida.

## Resultado más natural
El microblading no implica el uso de máquinas eléctricas y, a diferencia de otros tratamientos de maquillaje permanente como la micropigmentación, implica un trazado individual para cada pelo de la ceja, buscando un resultado más natural que los tatuajes o técnicas de maquillaje permanente con máquinas, lápices de cejas o polvos.

## Uso de agujas desechables
En la parte inferior de las plumas de microblading se insertan las agujas desechables, con las que se realizarán los microcortes en la piel. Dichas agujas son tres veces más finas que las utilizadas para la micropigmentación y el tatuaje, de manera que el resultado obtenido del dibujo de cada pelo de la ceja resulta más realista. 

## Durabilidad
Como todos los demás tatuajes puede desvanecerse dependiendo de múltiples factores (calidad del pigmento o tintas utilizadas, exposición a los rayos UV, elementos que se encuentran en los productos para el cuidado de la piel, medicamentos, étc.) pero nunca desaparecerá por completo. El tatuaje es permanente, ya sea en el cuerpo o la cara.
Puede tener una duración de entre 6 meses hasta dos años, dependiendo de los factores antes mencionados e incluso del mismo tipo de piel u organismo de la persona a quien se le ha implantado el pigmento.
Inmediatamente después del tratamiento, las cejas aparecerán más oscuras de lo esperado, pero se desvanecerá el tono con el proceso de curación durante las siguientes 4 semanas.

## Contraindicaciones
El microblading está contraindicado en personas con diabetes, hipertensión, enfermedades de transmisión sanguínea, alergias y alteraciones de la piel. Las complicaciones más comunes que pueden resultar de este tipo de tratamiento son la mala aplicación del pigmento o su migración, por lo que es conveniente que sea realizado por manos de un profesional.

## Esterilización
El tratamiento debe realizarse en un ambiente estéril, con una desinfección previa del área de la piel de la ceja por parte del técnico, y utilizando herramientas desechables de un solo uso (agujas, guantes, microcepillos, etcétera). Cuando se realiza correctamente, el tratamiento es prácticamente indoloro, aunque en la práctica, los profesionales suelen hacer uso de soluciones de calmantes, para disminuir las molestias que pueda ocasionar.

## Cicatrización
Semana 1: En los primeros días se produce una intensidad de color y puede experimentarse una leve inflamación en las primeras horas después del tratamiento.
Semana 2: Se observa una reducción drástica en el color ya que la piel genera una micro-costra que se cae y hace que el color no se vea.
Semana 3: Reparación total de la piel, el color sube
Semana 4: La piel termina el proceso de cicatrización y se hace el retoque para reforzar el color.
Es importante saber que el color del primer día de tratamiento bajara hasta un 40% de intensidad al cicatrizar. 